# NGC 5957
NGC 5957 is een balkspiraalstelsel in het sterrenbeeld Slang. Het hemelobject werd op 29 april 1865 ontdekt door de Duitse astronoom Albert Marth.

## Synoniemen
- UGC 9915
- MCG 2-40-4
- ZWG 78.18
- NPM1G +12.0436
- IRAS 15330+1212
- PGC 55520